# Harleys in Hawaii
„Harleys in Hawaii“ je píseň americké zpěvačky Katy Perry. Píseň byla zveřejněna spolu s videoklipem 16. října 2019 pod Capitol Records.

## Vývoj a zveřejnění
14. října 2019 Perry zveřejnila přebal singlu spolu s datem vydání singlu. V Zach Sang Show uvedla, že inspirací pro píseň byl výlet na Havaji se svým snoubencem Orlandem Bloomem, říkajíc: "Konkrétně si pamatuji, kde jsem byla. Spolu s Orlandem jsme zahýbali za roh ulice v Oahu a zašeptala jsem mu. že vydám píseň pojmenovanou Harleys in Hawaii."

## Žebříček úspěšnosti
| Země                                | Pozice (2019) |
| ----------------------------------- | ------------- |
| Austrálie (ARIA)                    | 36            |
| Belgie (Ultratip Flanders)          | 33            |
| Česko (Singles Digitál Top 100)     | 69            |
| Kanada (Billboard)                  | 71            |
| Nový Zéland (RMNZ)                  | 1             |
| Slovensko (Singles Digitál Top 100) | 43            |
| UK (Official Charts Company)        | 45            |
| USA (Billboard)                     | 10            |